# Alfred Delp
Pour les articles homonymes, voir Delp.
Alfred Friedrich Delp (en allemand : /ˈal.fʁeːt ˈdɛlp/ ), né le 15 septembre 1907 à Mannheim (Grand-duché de Bade) et mort (décapité) le 2 février 1945 à la prison de Berlin-Plötzensee, est un prêtre jésuite allemand et écrivain. Opposant actif mais pacifiste au régime national-socialiste, Il fut exécuté.

## Biographie
Alfred Delp naît quelques semaines avant le mariage de ses parents et est baptisé deux jours après sa naissance à l'église des Jésuites de Mannheim. Son père est protestant évangélique et sa mère catholique, pourtant il est élevé au début dans la religion évangélique-luthérienne dans laquelle il est confirmé en 1921. Après une dispute avec le pasteur de la paroisse luthérienne, il demande la première communion dans l'Église catholique. Le curé perçoit son intelligence et son penchant à l'étude et l'oriente à la Goetheschule de Dieburg. Sans doute grâce à une éducation mixte, il est ouvert au dialogue entre confessions chrétiennes.
Il entre dans un mouvement de jeunesse catholique, le Bund Neudeutschland (Association de la Nouvelle Allemagne) et termine tout de suite après son baccalauréat (Abitur), au premier rang de sa promotion. Il entre dans la Compagnie de Jésus en 1926. Après des études de philosophie au collège Berchmans de Pullach, il est préfet des études et moniteur de sport dans le célèbre collège jésuite autrichien, le Collège Stella Matutina de Feldkirch.
Il fut parmi les premiers du corps professoral du collège à s'installer au Collège Saint-Blaise en Forêt-Noire que les Jésuites ouvraient en 1934, pour y déménager le collège autrichien menacé de fermeture par les autorités. Il est accompagné du directeur, le P. Otto Faller (1889-1971), du P. Alois Grimm (1888-1944), futur martyr du nazisme, et de 300 élèves.
Alfred Delp poursuit ensuite ses études de théologie à Fauquemont (Pays-Bas) et à la Faculté de philosophie et de théologie de Sankt Georgen à Francfort.

## Ministère
Alfred Delp publie en 1935 un ouvrage intitulé Une existence tragique, traitant d'un humanisme basé sur l'amour de Dieu, et passant en revue les concepts philosophiques de Martin Heidegger.
Il est ordonné prêtre à Munich en 1937. Il aurait voulu étudier la philosophie à l'université de Munich, mais on lui refuse l'admission à cause de son opposition au régime. Il fait partie de l'équipe éditoriale d'une publication jésuite, Stimmen der Zeit (Voix du temps), jusqu'à ce que la censure interrompe sa publication en 1941. Il est aussi recteur de l'église Saint-Georges, faisant partie de la paroisse du Saint-Sang à Munich dans le quartier de Bogenhausen. Il prêche dans les deux églises et aide aussi secrètement des Juifs à passer en Suisse.

## Résistance
L'opposition des jésuites en Allemagne fut ravivée par l'arrestation d'un certain nombre d'entre eux et leur envoi en camp. La confiscation des biens des congrégations et la fermeture d'écoles et de couvents prestigieux, et pour Alfred Delp la suspension de Stimmen der Zeit, furent des éléments déclencheurs. Le P. Augustin Rösch, supérieur des jésuites à Munich, entre alors en résistance, achevant de convaincre le jeune prêtre. Il l'introduit au Cercle de Kreisau et le P. Delp participe dès lors aux réunions autour du comte Helmuth von Moltke, afin de préparer des cadres à l'après-nazisme. Alfred Delp y expose la doctrine sociale de l'Église et présente certains des membres à des personnalités catholiques, comme l'évêque de Berlin, Mgr Preysing.

## Emprisonnement et exécution
Après l'échec de la tentative de coup d'État du 20 juillet 1944, Delp est arrêté le 28 juillet 1944 ainsi que, quelques semaines plus tard, son confrère à la paroisse, l'abbé Wehrle. C'est après la messe du matin à St. Georg dans le quartier de Bogenhausen à Munich, l'église fille de Heilig Blut (de), quoi qu’il n’ait pas participé aux préparatifs de l’attentat. Lors du procès devant le Volksgerichtshof présidé par Roland Freisler, il est condamné à mort pour haute trahison. Le tribunal abandonne l'accusation de complicité dans l’attentat. Son implication dans le Cercle de Kreisau, son travail de prêtre jésuite et son idéologie chrétienne et sociale suffisent pour faire de lui une victime de la justice nazie.
Pendant son incarcération, la Gestapo lui offre « de le libérer s’il quittait son ordre », mais il refuse. Il célèbre secrètement la messe dans sa cellule, écrit des réflexions sur l'Avent, la signification de Noël et d'autres sujets spirituels qu'il parvient à faire sortir de prison grâce à Marianne Hapig et Marianne Pünder (de) qui le soutiennent durant sa détention et avec lesquelles il échange de nombreuses lettres. Le père Franz von Tattenbach (de), jésuite, lui rend visite le jour de l'Immaculée Conception, le 8 décembre 1944, pour recevoir sa profession solennelle comme religieux de la Compagnie de Jésus. Le 2 février 1945, il écrit dans sa lettre d’adieu :

« Combien de temps attendrai-je ici, serai-je tué et quand, je ne sais pas. D’ici jusqu'à la potence de Plötzensee il n’y a que dix minutes en voiture. On n’apprend que peu de temps auparavant que le jour est venu et que c’est en fait immédiatement. Pas de tristesse. Dieu m'aide de façon si merveilleuse et si visible jusqu'à maintenant. Je n'ai pas encore peur. Ça peut venir. Peut-être Dieu veut-il que cette attente soit l’ultime épreuve de la confiance. C'est bon pour moi. Je m'efforcerai de tomber dans la terre nourricière comme une semence fertile pour vous tous et pour ce pays et ce peuple que je voulais servir et aider »

— Alfred Delp, Berlin Plötzensee, le 2 février 1945
La sentence est exécutée le même jour à la prison de Plötzensee et ses cendres sont dispersées dans le réseau d'assainissement de Berlin. Sur le chemin qui le conduit sous la potence, il dit à l’aumônier de la prison : « Dans quelques instants, j'en saurai plus que vous. »